# Aleksandr Sergeevič Ivančenkov
Aleksandr Sergeevič Ivančenkov (Russo: Александр Сергеевич Иванченков; Ivanteevka, 28 settembre 1940) è un cosmonauta sovietico.